# かご (自転車)

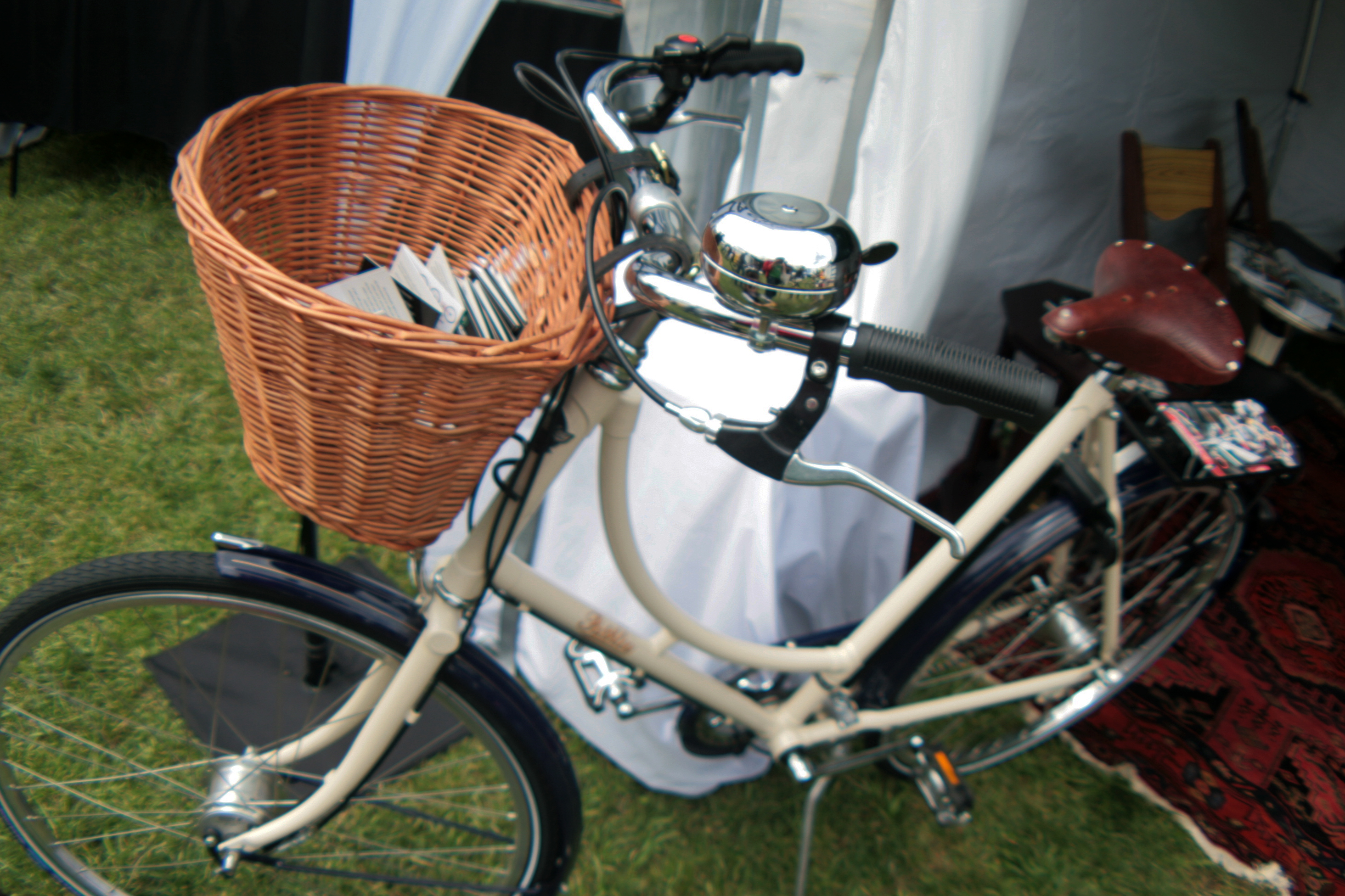
フロント籐カゴ付きのパシュリー自転車。

自転車におけるかご（英語:Bicycle basket）は、通常は軽い荷物を運ぶために取り付けられたかごであり、軽度の買い物をする時に役に立つ。

## 解説
多くの場合、かごはハンドルバーに取り付けられ、素材は籐や竹ひご、つまり、枝編み細工品や茎などの伝統的なかご編みの素材、または単に枝編みや茎のように織られたプラスチックのほか、金属メッシュなど、他の素材でできていることもある。

## 前後のかご

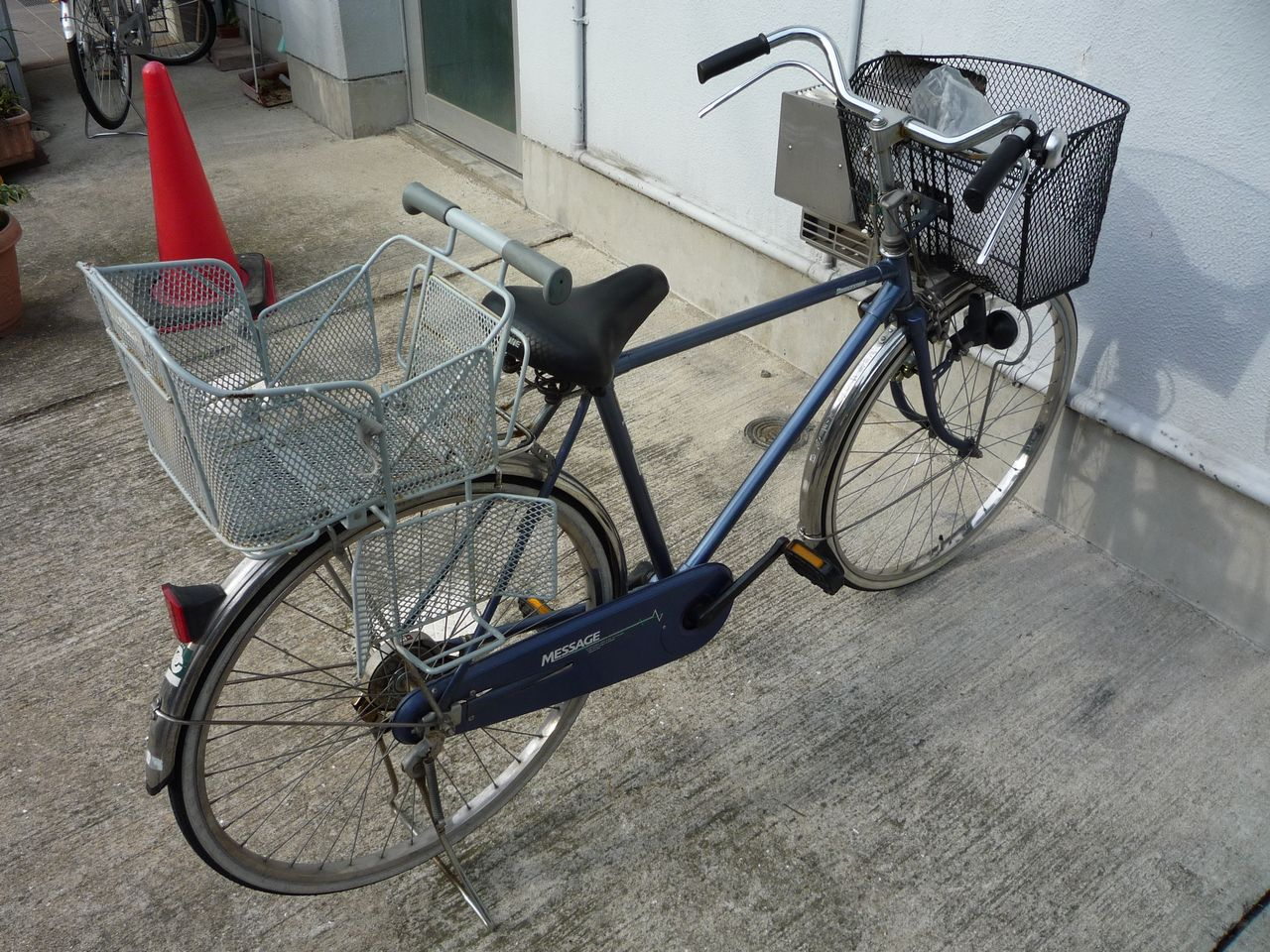
前後に金属製バスケットが付いた自転車。

### 前かご
前かごは通常、ハンドルバーに取り付けられるが、バスケットから前ハブボルト、または自転車のフロントフォークのタブまでブレースが延びている場合もある。
前かごは自転車のハンドルやフレームの高い位置に取り付けられているため、重い荷物を入れるなど過負荷を掛けると、自転車のハンドリングに支障をきたす場合もある。また、前かごに荷物を入れすぎると、乗り手の視界を一部遮る場合がある。

### 後ろかご
自転車のかごのタイプには、荷台に取り付けることができるものもある。これらのバスケットは通常、ハンドルの前側に取り付けるバスケットよりも幅が狭く、深い。後輪の横に位置するタイプの後ろかごはオートバイのパニアケースと同様に機能し、荷物を自転車の低い位置に載せることで、重心を低く保ち、ハンドリングとコントロールも向上させ、乗り手の視界を遮ることもない。